# Rio de Janeiro Challenger 1982
Il Rio de Janeiro Challenger 1982 è stato un torneo di tennis facente parte della categoria ATP Challenger Series nell'ambito dell'ATP Challenger Series 1982. Il torneo si è giocato a Rio se Janeiro in Brasile dal 26 al 31 luglio 1982 su campi in terra rossa.

## Vincitori

### Singolare
João Soares ha battuto in finale  Mark Dickson con il punteggio di 6–1, 0–6, 6–1

### Doppio
Dominique Bedel /  Belus Prajoux hanno battuto in finale  Mark Dickson /  Joel Hoffman con il punteggio di 6–2, 6–7, 6–2